# Муртер

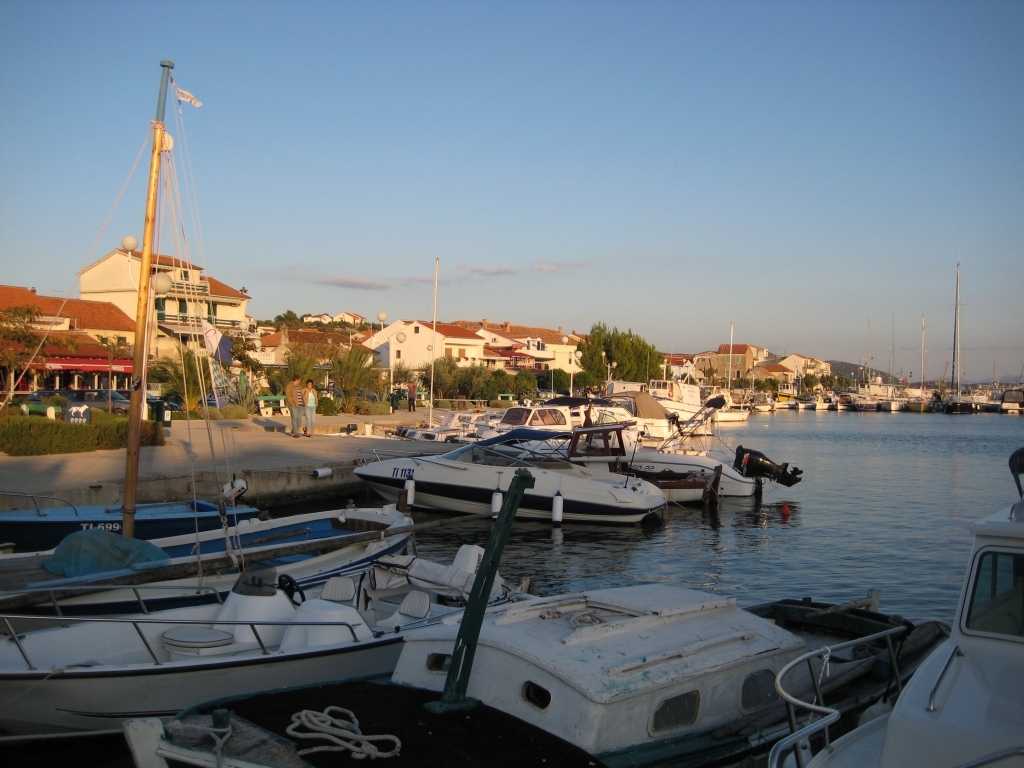
Поселення Єзера на о.Муртер

Муртер (хорв. Murter\) - острів в Адріатичному морі, в центральній частині Хорватії, біля далматинського узбережжя на захід від Шибеника і Водіце.
Площа острова - 18,6 км ², Населення - 5060 людини (2001). Найвища точка острова - Радуч (125 метрів над рівнем моря)
Муртер лежить поруч з далматинським узбережжям, від якого відділений вузькою протокою (шириною близько 20 метрів). Пов'язаний з материком розвідним мостом, розташованим за 8 кілометрів від курортного містечка Водіце.
На захід від острова розташований архіпелаг Корнати, оголошений національним парком. Корнати від Муртера відокремлює затока, відома як Муртерське море.
Населення острова зосереджено в кількох селищах, найбільшими з яких є Муртер, Бетіна, Тісно і Йезера.
На острові багато інжирних і оливкових садів, виробляється оливкова олія. Муртер популярний серед туристів, як серед любителів пляжного відпочинку, так і серед яхтсменів та дайверів.
Муртер, як і інші острови Адріатики був заселений з давніх часів. Недалеко від сучасної Бетіна розташовувалося іллірійсько-римське поселення Колентум. В 1318 р. острів був вперше згаданий під ім'ям Муртер.